# カチンコ

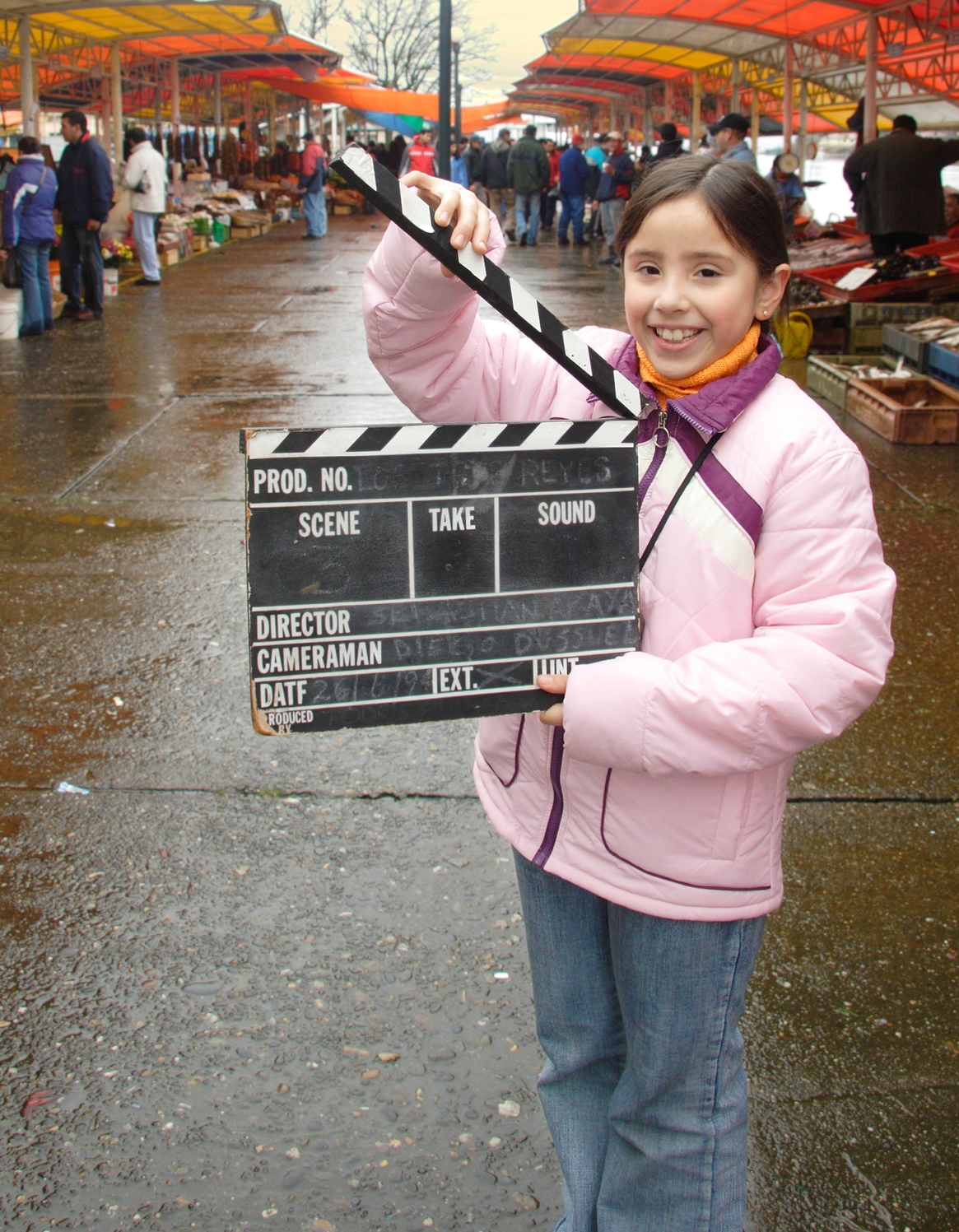
カチンコを持つ少女。

カチンコ（英語: clapperboard）は、映画の撮影に使う道具である。音の鳴る拍子木部分とショット情報を記載するボード部分からなる、フィルムによるトーキー撮影に必要な道具である。

## 概要

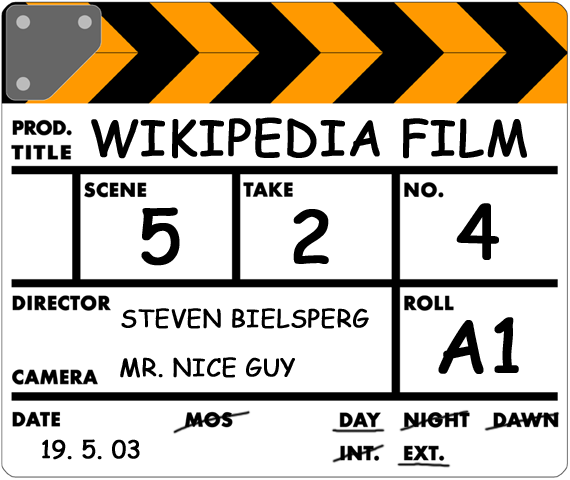
ハリウッドスタイルの例。

ハリウッドの古典的なスタイルでは、右図にあるように、
- PROD.TITLE : 製作タイトル（production title） - タイトルを記述する
- SCENE : シーン（scene） - 台本上のシーンナンバー
- TAKE : テイク（take） - 同カットの何テイク目か
- NO. : カット（number）- コンティニュイティ上のカットナンバー
- DIRECTOR : 監督（director） - 監督名
- CAMERA : 撮影監督（director of photography） - 撮影監督名
- ROLL : ロール（roll） - クランクインから使用したフィルムロールの通し番号
- DATE : 日付（date） - 撮影日を年月日で記載する
- MOS : 無音（Motor Out of Sound） - シンクロの有無、通常シーンではシンクロするので斜線で消す
- DAY NIGHT DAWN : デイシーン（day scene）、ナイター（night scene）、早朝（dawn scene） - シーン上の時間帯、該当しないものを斜線で消す
- INT. EXT. : セット内（interior）、野外ロケ（exterior） - 撮影場所の屋内外の区別、該当しないものを斜線で消す

を記載する。

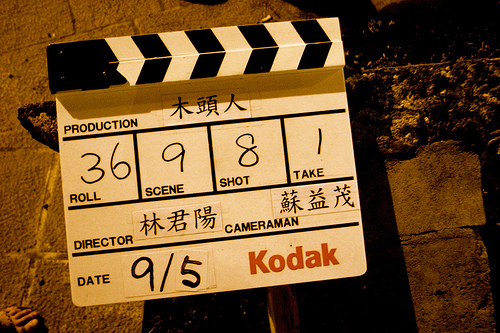
台湾の例。

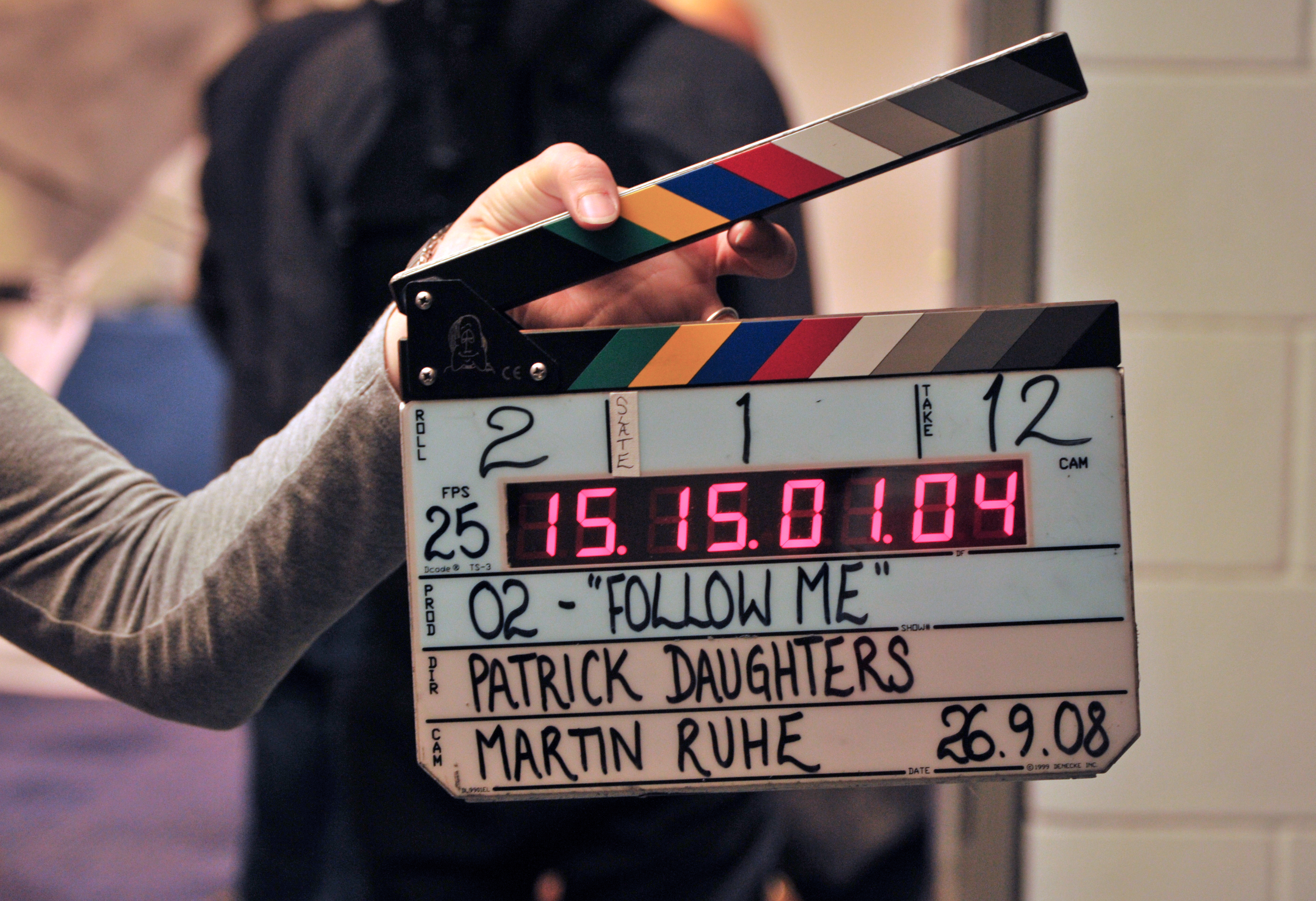
英国の例。

すべてのテイクの撮影前に他のテイクと区別・識別するために上記の情報を記載した上で、監督が「レディ?」と確認し、カメラを回す指示（「ロール！」コール）をする。カメラが回ったら、「マーク」と指示し、カチンコ係が記載内容を読み上げ、カメラがこれを撮影し、カチンコ係が拍子木を鳴らし、監督が演技の開始を指示（「アクション！」コール）する。
カチンコ係は通常はカメラオペレーターの助手であり、日本式の映画撮影のみがサードあるいはフォースといった助監督の末端である。撮影後に、拍子木が重なって映っている1コマと、録音された拍子木の音を合図として同期させるのが、拍子木の目的である。
日本の場合、利き手のみで操作できる小型で簡単なものであるが、たいていは、ボード部分が大きく、両手で操作する。左図の台湾の例では、コダックが支給したこのカチンコでは、記載内容が簡略化されており、タイトル、ロール番号、シーン番号、カット番号、監督名、撮影技師名、撮影日付のみ。
左図の英国（アイルランド）の例では、同様に記載される項目が簡略化されているが、ボードの中心部にデジタル表示（7セグメントディスプレイ）が施されている。このデジタル表示はカメラと連動しており、そのテイクのランニングタイムが正確に表示され、電子的に記録される。この場合、従来の拍子木部分にスイッチが仕込まれており、同スイッチで同期のための目的は果たされ、従来のように音を鳴らすことが役割ではなくなっている。
デジタル映像制作が一般化、更にタブレット端末の登場で、カチンコのアプリをダウンロードして使用するケースが、世界的に増えている。

## 日本
日本では、長さ30cm程度の蝶番式拍子木に小さな黒板またはホワイトボードをつけたものとして知られる。ボード部分に記載される文字は「シーン番号 - カット番号 - テイク番号」である。「シーン1 - カット1 - テイク1」ならば「1-1-1」と書かれる。同テイクがNGの場合は再度撮影が行われ、その際には「テイク2」となるので「1-1-2」と記載される。
カチンコの名前は、拍子木を鳴らしたときの「カッチン!」という音に由来する（実際には“カーン”という鋭い音がする）。映画などのメイキングや、撮影現場を題材にしたコントにはよく登場する道具でもある。
ほかに「ボールド」と呼ばれることもある。これは英語の「Clapperboard」の慣用読みから来ている。
目的は2つ。1つは編集前のフィルムで、撮影内容の確認を容易にするためで、このために付属のボードに、シーン番号、カット番号、テイク数を記入し、それを撮影するという方法をとる。これには作品名、組の名前が加わることもある。
もう1つは映像と音声の同期を取ることである。映画用のカメラ（ムービーカメラ）は、一般に映像の撮影のみを行い、音声の録音は行わない（音声の録音をする場合には、別途テープレコーダーなどの録音機で行う）。そのため、現場の音を同時録音しておく場合には、映像フィルムと録音テープを編集の際に一致させる必要がある。そこで、撮影開始の際に、カチンコを撮影し、拍子木を打つ映像と音を撮影、録音しておくことで、一致させる手がかりとする。音声のみでも尺が判断できるよう、スタート時は一回、カット時には二回打たれるのが一般的。複数のマイク、複数の録音機で現場音を同時録音する場合でも、カチンコの音が届いている限り、一致させることができる。
日本では、かつては助監督入門者の必需品であり、撮影所の大道具が製造したものを購入した。サクラ等、高級な木材を使用した手作りであり量産不能のため、高価であり、現在でも東宝映像美術での相場は2万円である。現在では、助監督の多くがフィルム撮影の現場から入門しない場合が増加し、カチンコを必要としないVTR撮影、ハイビジョン撮影の現場出身の助監督は、その過程でカチンコに触れることなく、セカンド、チーフに昇進しているケースが増えている。カチンコ打ちにまつわる技術も、過去の遺物となりつつあるのが現状である。

### カチンコの使われ方
黒板部分には、シーン番号、カット番号、テイク番号が記され、撮影される。その他の簡単な説明が記入される場合もある。テイク番号は、同一シーン・同一カットを複数回繰り返した場合のもので、監督のOKが出るまでカウントアップしていく。たいていはテイク番号の最も大きい数字のカットがOKが出たカットだが、実際にはそれ以前のものから比較的良いもの（キープカット）が使われることもある。
日本では、カチンコを手に持ち、手を伸ばした状態で鳴らすことが多い。また、カチンと鳴らした後、猛ダッシュで音もなく退散するか、地面にかがんだりひれ伏したりしてカメラの画角を外れることが要求され、短い時間で退避ができることが、カチンコを打つサードあるいはフォースの助監督にとって重要な職人芸であるとされる。これはフィルムを無駄にしないという実利とともに、そのシーンにおけるカメラの画角が判断できるようになれば一人前、という意味もある。ハリウッドなどでは、カメラが回り始めた後しばらく速度が安定するまで待つため、カチンコを鳴らした後猛烈な勢いで退避するということは要求されない。そのためもあって、ハリウッドでカチンコを叩く担当は特に決められておらず、多くは撮影部門の助手が行っている。
撮影開始にカチンコを鳴らさず回し始める場合は、カットの尻にカチンコを挿れる。これを「尻ボールド」と言い、カチンコを逆さまにして打つ。「ケツカッチン」とも呼ばれ、「終了時刻が決まっている（人・もの）」という意味の言葉に転用されている。
現在の映画撮影では、同時録音ができるシステムを備えた機材が増えているため、映像と音声の同期を取るために「音を鳴らすカチンコ」の重要性は低まりつつある。特にビデオカメラで撮影する場合には、同時録音が前提なので、映像と音声を一致させるという作業そのものが不要である。コンマ何秒かのずれが生じているためフィルム撮影の場合、録音技師によっては頭にカチンコを入れるよう要求してくる場合が多い。
また、シーン番号やカット番号の記録は、同時録音の有無とは関係なく、重要である。そのため、ビデオ撮影の現場では、カチンコそのものは使われないとしても、スケッチブックにフェルトペンなどでシーン番号・カット番号・テイク番号を記したものを撮影するということは今でも行われている。カチンコを半開きにして番号をカメラに向ける手法も存在する。
セット・ロケセット内の撮影で、俳優のほかにカチンコ係の入る余地のない究極の狭い場所では、俳優が手を叩いたり、掌サイズの小型のものを使う。俳優に手を叩かせる場合、各種ナンバーを俳優の手には書けないため、録音部が音声で記録するのみで対応する。
引きのショットでは上半身サイズの大型なカチンコが使われる場合がある。通常は、カメラ前にカチンコ係が立ち、カメラ前に焦点を合わせてボールドを入れ、引きのショットの焦点に再度戻す。

## ギャラリー

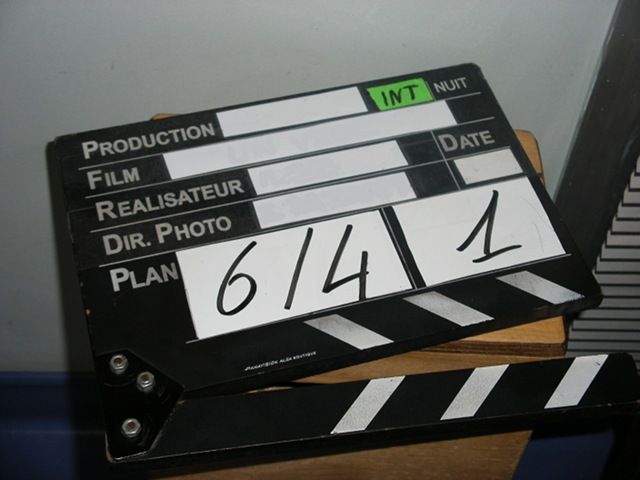
フランスの例。
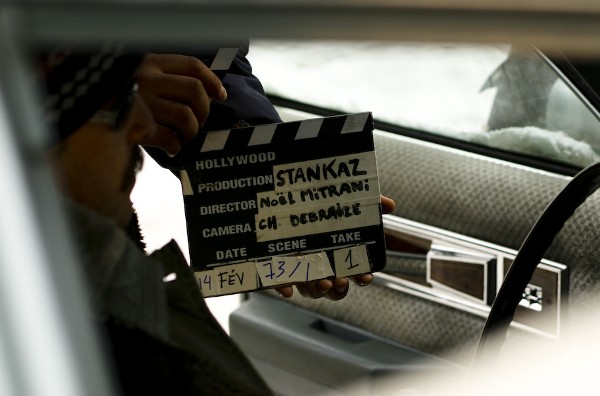
フランスの例。小型である。
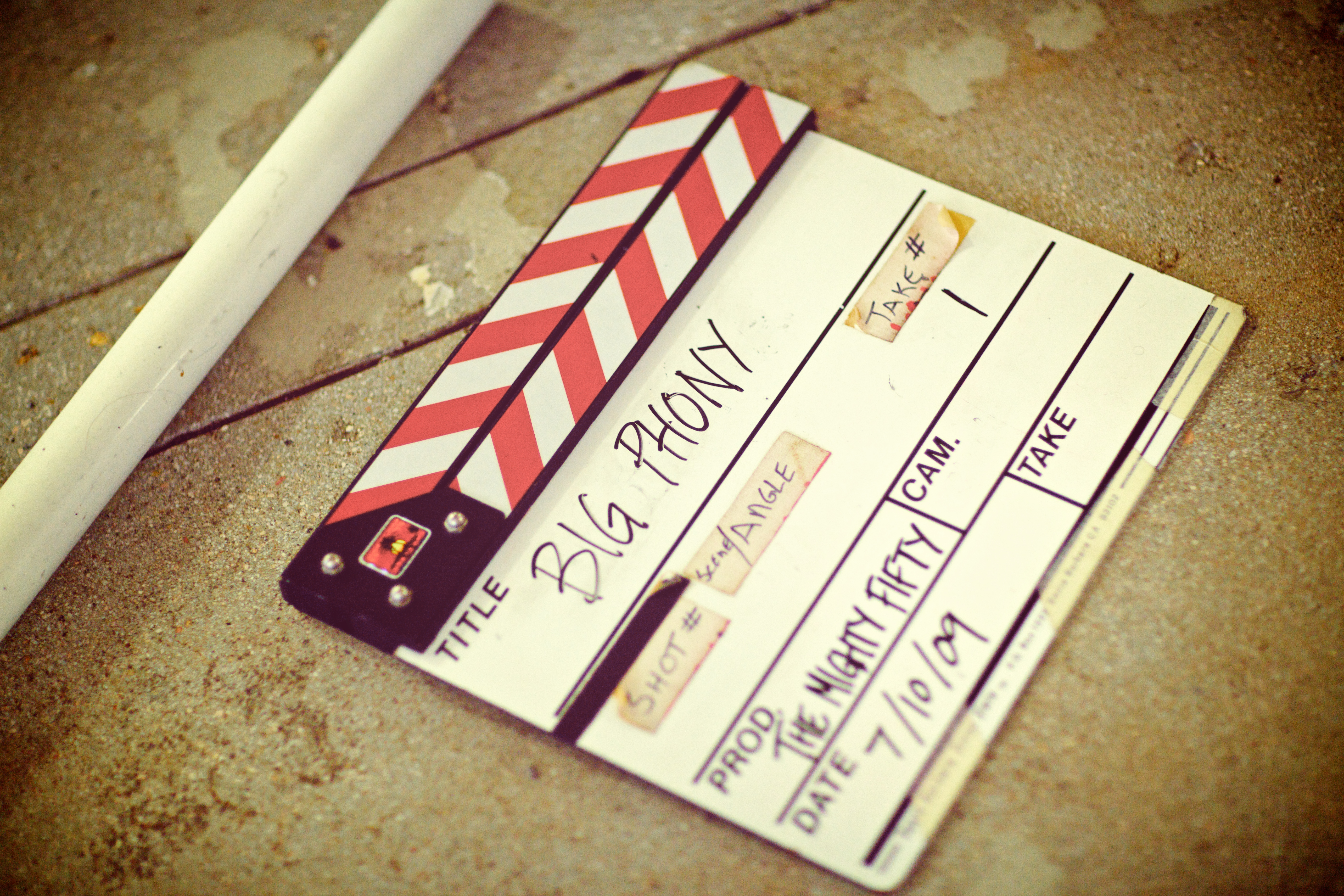
米国のインディペンデント映画の例。薄型、ホワイトボードである。
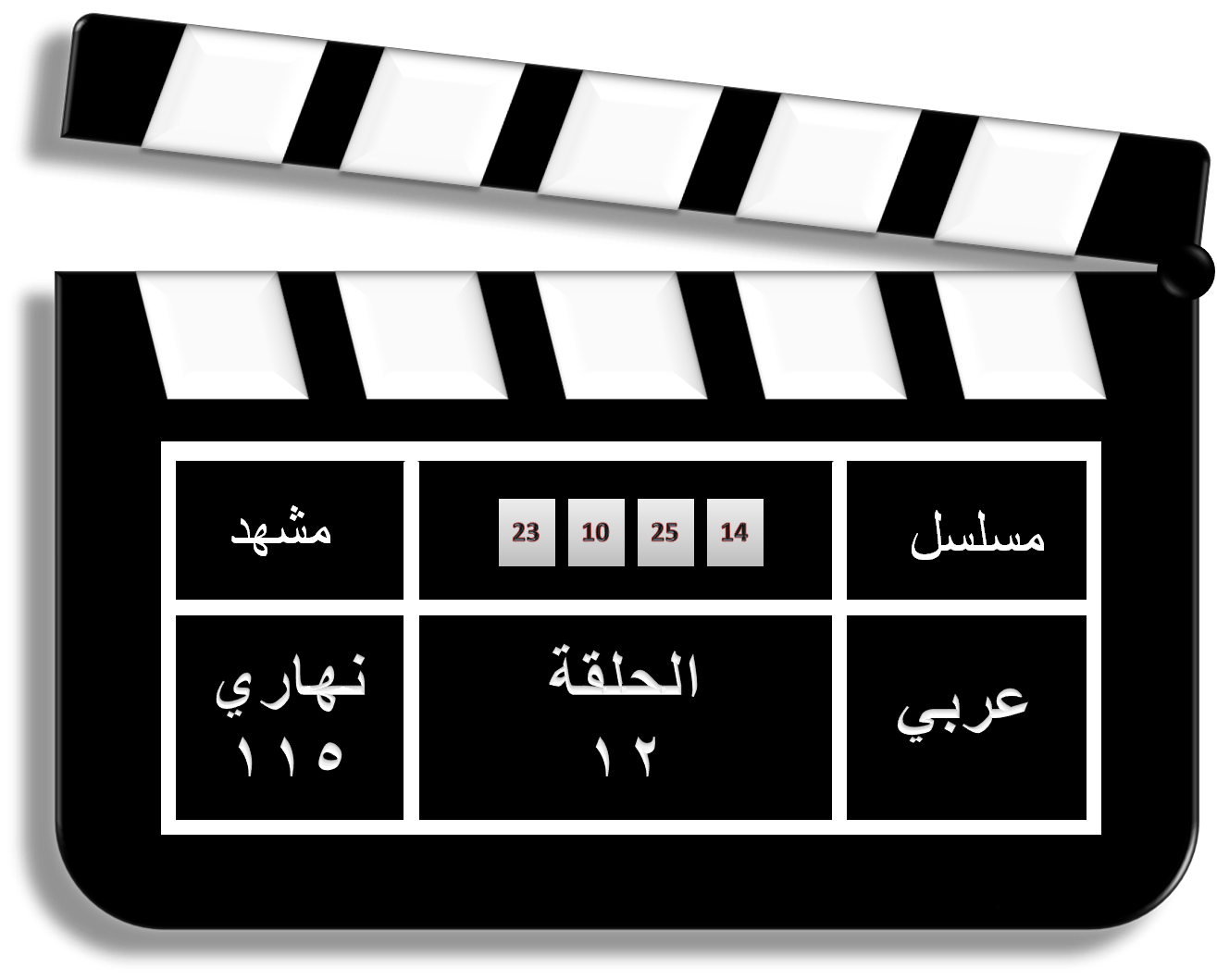
アラビア語圏の例。